# Akuila Rokolisoa
Akuila Rokolisoa (27 de junho de 1995) é um jogador de rugby neozelandês, que joga na posição de back.

## Carreira
Rokolisoa fez sua estreia no All Blacks Sevens no Hong Kong Sevens de 2018.
Rokolisoa foi nomeado no time All Blacks Sevens para a Copa do Mundo de Rúgbi Sevens de 2018 em São Francisco, onde marcou um try crucial na final para ver a Nova Zelândia levar o ouro. Ele também foi nomeado nos Jogos da Commonwealth de 2022 em Birmingham. Ele ganhou uma medalha de bronze no evento. Ele atuou pela Nova Zelândia na Copa do Mundo de Rúgbi Sevens de 2022 na Cidade do Cabo. Ele ganhou uma medalha de prata depois que seu time perdeu para Fiji na final da medalha de ouro.
Ele é o atual artilheiro da HSBC World Rugby Sevens Series 2022-23. Foi um dos doze convocados para os Jogos Olímpicos de Verão de 2024.